# Салтикова Дар'я Миколаївна
Дар'я Миколаївна Салтикова (рос. Дарья Николаевна Салтыкова), також відома як Салтичиха (1730—1801) — російська поміщиця, відома своїм садизмом та знущаннями над кріпаками і вбивством близько 130 людей. Тодішня система кріпацтва та хабарництва в Російській імперії дозволяла Салтиковій уникати відповідальності за злочини протягом багатьох років. За наказом Катерини II поміщицю було засуджено до смертної кари, але страту замінили багаторічним ув'язненням у монастирській в'язниці.

## Обставини життя
«Салтичиха» народилася в березні 1730 р., до шлюбу Іванова Дар'я Миколаївна. Належала до відомої родини російського дворянства. В ранньому віці стала дружиною ротмістра лейб-гвардії кінного полку Гліба Олексійовича Салтикова. 
У шлюбі народила двох синів, які пізніше служили у гвардійських полках. У 1756 р. її чоловік помер, і 26-річна Салтикова взялась самостійно керувати великими маєтками. Володіла маєтками у Московській, Вологодській та Костромській губерніях, загалом мала близько 600 кріпаків. Більшість часу мешкала у підмосковному маєтку Троїцьке, де і скоїла більшість злочинів. Зовні Салтикова справляла враження тихої побожної жінки, однак уже через півроку після смерті чоловіка почалися вбивства служниць. На думку істориків, Салтикова мала психічні розлади, які виявлялися через садизм і знущання над безправними кріпачками.

## Злочини
Більшість жертв Салтичихи — дівчата та молоді жінки, служниці, які працювали у домі поміщиці. Тільки дві жертви були чоловічої статі — маленький хлопчик та чоловік — свідки її злочинів. Як правило, приводом для знущань над дівчатами ставало реальне або вигадане незадоволення їхньою роботою, претензії щодо чистоти підлоги чи випраного одягу. Жертву спочатку била сама Салтикова, пізніше били батогами слуги — найчастіше до смерті. Серед тортур слідством були відзначені: висмикування чи підпалювання волосся, одягу жертв, обливання окропом. Дівчат також часто морили голодом або прив'язували голими на морозі.
Численні скарги кріпаків на знущання поміщиці не мали жодного впливу, оскільки влада карала в першу чергу кріпаків, а не винуватицю злочинів. За законом кріпаки не мали паспортів, не могли підтвердити свою особу і по суті не вважалися за самостійних людей, до того ж скарга на знатну поміщицю могла бути розглянута імператрицею, а та розглядала скарги, подані лише вищими чинами. Таке ставлення до скарг також було обумовлене походженням Салтикової та її родовими зв'язками, небажанням влади прислуховуватися до скарг на особу дворянського роду.
Тільки в кінці квітня 1762 р. двом втікачам-кріпакам Ільїну та Мартинову вдалося через інших людей передати скаргу у Петербурзі на Салтикову. Скарга потрапила до імператриці Катерини II. У ній двоє чоловіків скаржились на те, що Салтикова, крім багатьох інших жертв, піддавала тортурам та вбила їхніх жінок. Справа могла бути відхилена чи загублена, як багато інших, однак Катерина II хотіла мати славу освіченої імператриці і використала цю справу як показовий процес, що мав ознаменувати початок «доби законності». Від імператриці скарга потрапила до Сенату і пізніше до юстиц-колегії, де й почалося слідство.

## Слідство
З петербурзької юстиц-колегії справа потрапила до Москви, де мало відбуватися слідство. Оскільки справа була відома цариці, слідство мало відбутися, але відомі слідчі, побоюючись родинних зв'язків та впливу Салтикової, відмовилися від справи і доручили її молодим слідчим Степану Волкову та Дмитру Цицианову. Слідство тривало близько трьох років.
Протягом цього часу слідчі вивчали бухгалтерські книги Салтикової та допитували свідків. З документів поміщиці виявилося, що смертність жінок-кріпачок набагато перевищувала смертність серед чоловіків. Особливо смертність була високою серед кріпачок, які працювали в домі Салтикової під її наглядом. Слідчі нарахували 138 жертв Салтичихи, які були вбиті в її підмосковних маєтках або вислані в тяжкому стані в інші місця і померли там. Також стало відомо про попередню 21 скаргу кріпаків на знущання та вбивства, жодна з яких не була розглянута. Більше того, скаржники були самі піддані тортурам та вислані на Сибір.
Щоб обмежити вплив Салтикової на слідство та залякування свідків, було зроблено запит до Сенату щодо застосування тортур в ході слідства щодо самої поміщиці. Такого дозволу дано не було, але дозволялося залякування ймовірністю застосування тортур, з тим щоб примусити поміщицю зізнатись у злочинах. За рішенням Сенату Салтикову відсторонили від керування маєтками, провели обшуки та допит усіх свідків і саму поміщицю взяли під варту і почали готувати до тортур, які ніби мали бути застосовані до неї. Незважаючи на залякування і умовляння священника, Салтикова відмовлялася визнати себе винною, оскільки можливо вважала, що тортури до неї застосовано не буде. Однак відсутність поміщиці в її маєтках дала змогу слідчим допитати сотні свідків і встановити обставини смерті та тортур багатьох жертв Салтикової. Було також встановлено її зв'язки з впливовими представниками московської адміністрації, які допомагали їй приховувати злочини і не допускати реагування на скарги кріпаків. Незважаючи на розкриту хабарницьку мережу серед московської адміністрації, корупціонери, які допомагали Салтиковій у її злочинах, до відповідальності не були притягнуті.

## Ув'язнення та смерть
Весною 1765 р. справа Салтичихи було доправлена до Сенату. Сенат переглянув документи справи й підтримав звинувальний вирок, зажадавши від імператриці вироку щодо злочинів Салтикової. За свідченнями свідків, Катерина II власноруч чотири рази змінювала формулювання звинувального вироку поміщиці, оскільки прагнула створити в очах сучасників образ гуманної та справедливої цариці. Попри це, за наказом імператриці Салтикову позбавили дворянства, всіх чинів та власності, та засудили до довічного ув'язнення в Івановському монастирі. Окрім цього, 17 жовтня 1768 р. Салтикова була піддана т. зв. «громадській страті», під час якої її було прикуто ланцюгом до стовпа на Красній площі протягом години, і над нею висів напис «мучителька і душогубниця».
В монастирі Салтикова була «похована заживо» — перебувала в льосі без вікон, не мала права ні з ким спілкуватися. До камери приносили світло лише на час прийому їжі. В такому режимі Салтикова провела 11 років, до 1779 р., коли режим утримання послабили — її перевели до в'язниці з вікном і вона мала право спілкуватися з священниками та відвідувачами монастиря. Слава про садистку Салтичиху розійшлася по всій країні, в окремих випадках їй також приписували злочини, яких вона не скоювала, наприклад людожерство. Також до монастиря приїздили відвідувачі, аби подивитися на відому зловісну злочинницю. 27 листопада 1801 р. Салтикова померла в ув'язненні.